# Suzy (futebolista)
Suzy Bittencourt de Oliveira ou apenas Suzy (7 de fevereiro de 1967) é uma ex-futebolista profissional brasileira que atuava como defensora.

## Carreira
Suzy fez parte do elenco da Seleção Brasileira de Futebol Feminino, em Atlanta 1996, na primeira olimpíada do futebol feminino. 